# Акцент (партія)
«Акцент» (попередні назви — «Ві́че», «Конституційно-демократична партія») — політична партія в Україні, голова партії — Ірина Мельник.

## Попередні назви
- 14 травня 1993—2005: Конституційно-демократична партія
- 16 вересня 2005—2020: Партія «Віче»
- з 2020 Партія «Акцент»

## Історія

##### 90-і роки
Заснована 1991 року. Члени партії вважають себе спадкоємцями партії, що діяла в Росії на початку 20 століття, і використовують теорію сучасного ліберального консерватизму (англосаксонського консерватизму). Зокрема партія декларувала представлення інтересів середнього класу  — підприємців та інтелігенції. У 1991 році у м. Харкові гуртком місцевих інтелектуалів (Володимир Гриньов, Ігор Душин, Володимир Філенко) обговорювалась ідея створення партії сучасного ліберального консерватизму — неоконсервативного англосаксонського зразка, яка б відстоювала інтереси середнього класу — інтелігенції та підприємців. «Батьки партії», які щойно вийшли з тоталітарного минулого радянської імперії, бажали зробити наголос на таких невід'ємних речах як конституційні права громадян та демократичний устрій, що є головними засадами функціонування розвинутого суспільства. Звідти й виникла назва нового політичного об'єднання — «Конституційно-демократична партія».
З часом шляхи «батьків-засновників» розходились та перетинались. Володимир Гриньов пройшов довгий шлях від співголови Народного Руху України, співзасновника Партії демократичного вибору України (майбутня Партія «Реформ та порядок», що була співорганізатором акції «Україна без Кучми») до одного з лідерів ліберального блоку та співорганізатора виборчої кампанії Віктора Ющенка на Харківщині. Ігор Душин був співзасновником Міжрегіонального блоку реформ та Ліберально-демократичної партії України, брав участь в «Команді озимого покоління». Володимир Філенко був співзасновником Партії демократичного вибору України, Партія «Реформ та порядок», одним з керівників акції «Україна без Кучми» та «Помаранчевої революції».
У парламентських виборах 1998 року брала участь у складі виборчого блоку КДП і МБР «Соціально-ліберальне об'єднання» (СЛОн) (62 кандидатів, з них 39 — члени партії МБР, 11 — члени КДП) подано 241 367 голосів (0.908 %, 18 місце з 30). В одномандатних округах (40 кандидатів, 6 членів партії) не обрано жодного.

##### 2000-і роки
Конституційно-демократична партія у 2002 році, сповідуючи ідеї лібералізму та ринкової економіки, захисту інтересів середнього класу, що є найбільш прогресивним рушієм прогресу суспільства, брала участь парламентських виборах 2002 року у складі виборчого блоку «Команда озимого покоління» (КОП) (Ліберально-демократична партія України, Партія приватної власності, Українська селянська демократична партія) (в БВО — 89 кандидатів) подано 525 025 голосів — 2.02 % (9 місце з 33). В ОВО — 3 кандидатів члени КДП. Не обрано жодного..
Тоді до керівництва партії прийшли такі особистості як Інна Богословська, Валерій Хорошковський, які проголошували ідеї лібералізму та відмови від патерналізму, проте, мали причетність до режиму Леоніда Кучми.
16 вересня 2005 на 7-му позачерговий з'їзді в Нікополі ухвалено перейменувати партію на партію «Віче». Тодішній народний депутат України Інна Богословська стала одноосібним лідером партії.
У парламентських виборах 2006 року партія брала участь самостійно, однак до парламенту не потрапила, набравши 1,74 % голосів виборців. Найбільшою підтримкою партія втішалася у Києві, Харківській області та у південних областях (близько 3 %). Найменшою — на Донбасі та на Західній Україні (0,7 — 1 %).
У дострокових парламентських виборах 2006 року попередній лідер партії Інна Богословська увійшла до виборчого списку Партії регіонів.

##### 2020 рік
Відродження партії розпочалося на Слобожанщині. В липні 2020 року група ентузіастів на чолі Ігорем Балутою вирішили знову піти до політики.